# Premier ministre de Papouasie-Nouvelle-Guinée
Le Premier ministre de l'État indépendant de Papouasie-Nouvelle-Guinée (en anglais : Prime Minister of the Independent State of Papua New Guinea) est le chef du gouvernement de l'Papouasie-Nouvelle-Guinée. Sa fonction est établie au moment de l'indépendance du pays, par l'article 142 de la Constitution entrée en vigueur le 16 septembre 1975. 
La Papouasie-Nouvelle-Guinée étant un royaume du Commonwealth, cette fonction est similaire à celle du Premier ministre du Royaume-Uni. Le Premier ministre, émanant d'une majorité parlementaire dont il doit conserver le soutien, dirige le pays ; le monarque et le gouverneur général, à la tête de l'État, ont des fonctions essentiellement cérémonielles.
En accord avec le système de Westminster, après une élection législative, les députés du Parlement national élisent l'un de leurs pairs au poste de Premier ministre, ce choix étant automatiquement confirmé par le chef de l'État — c'est-à-dire le gouverneur général, agissant au nom du monarque. L'article 142(2) de la Constitution précise que le Premier ministre est nommé « par le chef de l'État, qui agit en accord avec une décision du Parlement ». Le Premier ministre nomme alors ses ministres. Il peut être démis de ses fonctions par le chef de l'État si le Parlement lui retire sa confiance par un vote de confiance. S'il n'est pas démis, le Premier ministre conserve son poste jusqu'aux prochaines élections législatives, qui doit se tenir au maximum cinq ans après la précédente.
L'actuel Premier ministre est James Marape, depuis le 30 mai 2019.

## Liste des Premiers ministres
| No  | Portrait       | Titulaire (Naissance-mort) | Élection  | Mandat            | Mandat           | Mandat                     | Parti politique | Parti politique |
| No  | Portrait       | Titulaire (Naissance-mort) | Élection  | Début             | Fin              | Durée                      | Parti politique | Parti politique |
| --- | -------------- | -------------------------- | --------- | ----------------- | ---------------- | -------------------------- | --------------- | --------------- |
| 1   | Michael Somare | Michael Somare (1936-2021) | 1977      | 16 septembre 1975 | 11 mars 1980     | 4 ans, 5 mois et 24 jours  |                 | Pangu Pati      |
| 2   | Julius Chan    | Julius Chan (1939-2025)    | —         | 11 mars 1980      | 2 août 1982      | 2 ans, 4 mois et 22 jours  |                 | PPP             |
| (1) | Michael Somare | Michael Somare (1936-2021) | 1982      | 2 août 1982       | 21 novembre 1985 | 3 ans, 3 mois et 19 jours  |                 | Pangu Pati      |
| 3   | Paias Wingti   | Paias Wingti (né en 1951)  | 1987      | 21 novembre 1985  | 4 juillet 1988   | 2 ans, 7 mois et 13 jours  |                 | PDM (en)        |
| 4   | Rabbie Namaliu | Rabbie Namaliu (1947-2023) | —         | 4 juillet 1988    | 17 juillet 1992  | 4 ans et 13 jours          |                 | Pangu Pati      |
| (3) | Paias Wingti   | Paias Wingti (né en 1951)  | 1992      | 17 juillet 1992   | 30 août 1994     | 2 ans, 1 mois et 13 jours  |                 | PDM (en)        |
| (2) | Julius Chan    | Julius Chan (1939-2025)    | —         | 30 août 1994      | 27 mars 1997     | 2 ans, 6 mois et 25 jours  |                 | PPP             |
| 5   | John Giheno    | John Giheno (1949-2017)    | —         | 27 mars 1997      | 2 juin 1997      | 2 mois et 6 jours          |                 | PPP             |
| (2) | Julius Chan    | Julius Chan (1939-2025)    | —         | 2 juin 1997       | 22 juillet 1997  | 1 mois et 20 jours         |                 | PPP             |
| 6   | Bill Skate     | Bill Skate (1953-2006)     | 1997      | 22 juillet 1997   | 14 juillet 1999  | 1 an, 11 mois et 22 jours  |                 | PNC             |
| 7   | Mekere Morauta | Mekere Morauta (1946-2020) | —         | 14 juillet 1999   | 5 août 2002      | 3 ans et 22 jours          |                 | PDM (en)        |
| (1) | Michael Somare | Michael Somare (1936-2021) | 2002 2007 | 5 août 2002       | 2 août 2011      | 8 ans, 11 mois et 28 jours |                 | NA              |
| 8   | Peter O'Neill  | Peter O'Neill (né en 1965) | 2012 2017 | 2 août 2011       | 29 mai 2019      | 7 ans, 9 mois et 27 jours  |                 | PNC             |
| 9   | James Marape   | James Marape (né en 1971)  | 2022      | 30 mai 2019       | en fonction      | 5 ans, 10 mois et 28 jours |                 | Pangu Pati      |